# Parafia Wniebowzięcia Najświętszej Maryi Panny w Dzierzgowie (województwo świętokrzyskie)
Parafia Wniebowzięcia Najświętszej Maryi Panny w Dzierzgowie – parafia rzymskokatolicka, znajdująca się w diecezji kieleckiej, w dekanacie szczekocińskim.